# Arthur F. Utz
Arthur Fridolin Utz OP, bürgerlich Arthur Utz (* 15. April 1908 in Basel; † 18. Oktober 2001 in Villars-sur-Glâne) war ein deutsch-Schweizer katholischer Theologe, Ordensgeistlicher,  Dominikaner und Sozialphilosoph, der als Nestor der katholischen Soziallehre galt.

## Leben
Arthur Utz war der Sohn des Schlossers und badischen Bahnangestellten August Utz (* 1877) aus Oberwangen im Südschwarzwald und der Mutter Elisabeth geborene Fitz (* 1883) aus Inzlingen bei Lörrach. Er wurde in Basel als Deutscher Staatsbürger geboren. Er wuchs in Basel auf und besuchte dort die Grund- und Realschule. Mit seinem Wunsch der Priesterausbildung absolvierte er sein Abitur am Gymnasium in Freiburg im Breisgau.
Im Jahr 1928 trat Utz in die deutsche Ordensprovinz Teutonia des Dominikanerordens ein, erhielt den Ordensnamen „Fridolin“ und absolvierte sein Noviziat im holländischen Venlo. Er studierte von 1929 bis 1936 Philosophie in Düsseldorf und Theologie an der philosophisch-theologischen Hochschule im Dominikanerkloster St. Albert in Walberberg bei Bonn. 1934 empfing der die Priesterweihe. 1937 wurde er in Fribourg mit einer moraltheologischen Arbeit bei dem spanischen Thomisten Santiago María Ramírez de Dulanto zum Dr. theol. promoviert. Von 1937 bis 1946 lehrte er Logik und Metaphysik in Walberberg an der Albertus-Magnus-Akademie. Parallel studierte er Wirtschaftswissenschaften. Zudem war er als Pfarrer in Lüttershausen tätig.
1946 erhielt er einen Ruf als außerordentlicher Professor auf den neuen Lehrstuhl für Ethik und Sozialphilosophiean der Schweizer Université de Fribourg. 1950 wurde er Schweizer Staatsbürger, 1952 wurde er Lehrstuhlinhaber.
Utz beteiligte sich 1946 an der Gründung des Internationalen Instituts für Sozialwissenschaften und Politik in Fribourg., dessen Leitung er bis 1978 innehatte. Ab 1949 gab er die Zeitschrift Politeia heraus, die sich zu einer Plattform der internationalen Sozialwissenschaft entwickelte. Gründungsintention und Zielsetzung des Instituts war es, die katholische Soziallehre auf aktuelle politische und soziale Probleme anzuwenden.
Utz war von 1976 bis 1998 Präsident der Internationalen Stiftung Humanum mit Sitz in Lugano und leitete in dieser Eigenschaft das Scientia Humana Institut in Bonn. Diese Stiftung war die Erfüllung des Auftrages der Pastoralkonstitution des Zweiten Vatikanischen Konzils Gaudium et spes, also den Dialog zwischen Welt und Kirche zu fördern und zu diesem Zweck ein wirksames Forum zur Verfügung zu stellen.
Der in Pensier (Barberêche) lebende Utz war zudem von 1966 bis 1993 Vorsitzender des Instituts für Gesellschaftswissenschaften Walberberg. Nach dem Tode Oswald von Nell-Breunings galt er als der Nestor der katholischen Sozialethik.
1994 bestellte ihn Papst Johannes Paul II. als eines der ersten Mitglieder in die mit der Initiative von Utz selbst errichtete Päpstliche Akademie der Sozialwissenschaften.
Utz war aktives Mitglied der katholischen Studentenverbindung Carolingia-Fribourg im KV.

## Ehrungen und Auszeichnungen
- 1985: Ehrendoktorwürde Dr. h.c. der Philosophischen Fakultät der Universität Basel
- 1968: Großes Verdienstkreuz des Verdienstordens der Bundesrepublik Deutschland
- 1991: Großes Goldenes Ehrenzeichen für Verdienste um die Republik Österreich
- Ehrenpräsident der Internationalen Vereinigung für Rechts- und Sozialphilosophie

## Veröffentlichungen (Auswahl)
- Recht und Gerechtigkeit. 1953.
- Formen und Grenzen. 1956.
- Sozialethik. 3 Bände. 1958–1984:
  - Band 1: Prinzipien der Gesellschaftslehre. 1958.
  - Band 2: Rechtsphilosophie. 1963.
  - Band 3: Die soziale Ordnung. 1984.
- Bibliographie der Sozialethik. 11 Bände. 1960–1980.
- Ethik. 1970.
- Ethik und Politik. Aktuelle Grundfragen der Gesellschafts-, Wirtschafts- und Rechtsphilosophie. Gesammelte Aufsätze. Seewald, Stuttgart 1970.
- Freiheit und Bindung des Eigentums. Kerle, Heidelberg 1975.
- Zwischen Neoliberalismus und Neomarxismus. Die Philosophie des 3. Weges. Hanstein, Köln 1975, ISBN 3-7756-7557-4.
- Die marxistische Wirtschaftsphilosophie. 1982.
- Die soziale Ordnung. Bonn 1986, ISBN 3-922183-14-X.